# Тургенєвське міське поселення
Турге́нєвське міське поселення (рос. Тургеневское городское поселение) — муніципальне утворення у складі Ардатовського району Мордовії, Росія. Адміністративний центр — селище міського типу Тургенєво.

## Населення
Населення — 4671 особа (2019, 5260 у 2010, 5294 у 2002).

## Склад
До складу поселення входять такі населені пункти:
| Населений пункт                 | Населення, осіб (2002) | Населення, осіб (2010) |
| ------------------------------- | ---------------------- | ---------------------- |
| Світотехніка, селище            | 6                      | 0                      |
| Тургенєво, селище міського типу | 5288                   | 5260                   |